# Filip Kristián Bentum
Filip Kristián Bentum, také Christian Philipp Bentum,  Philipp Christian Bentum nebo van Bentum (* kolem roku 1690, pravděpodobně Leiden (?) – † po roce 1757, pravděpodobně Praha) byl nizozemský malíř vrcholného baroka, působící v Čechách od roku 1712 asi do roku 1716 a opět v letech 1755 – po 1757, a ve Slezsku v letech 1731–1734.

## Život

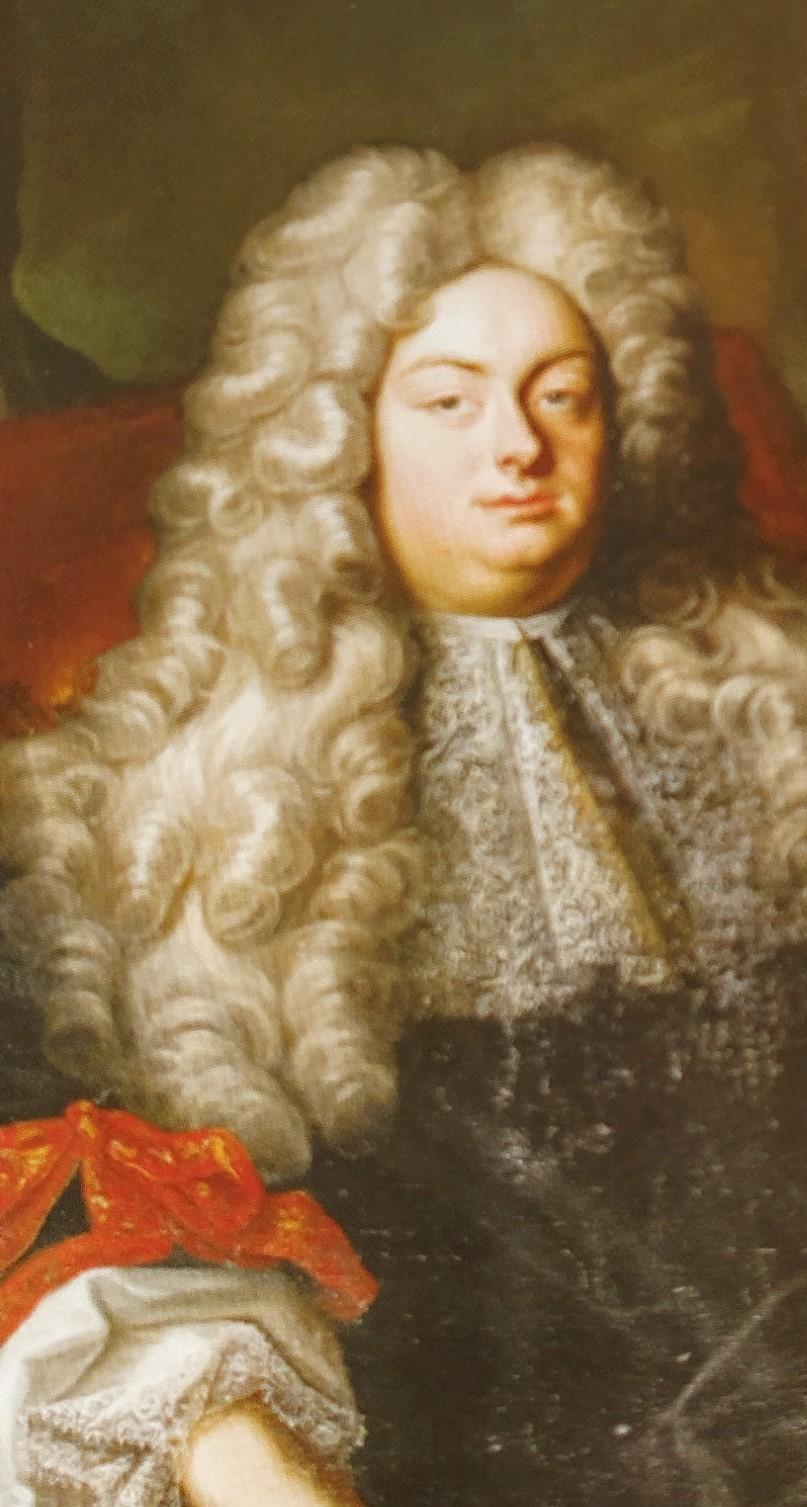
Portrét Václava Josefa Lažanského z Bukové (detail z portrétu rodiny)

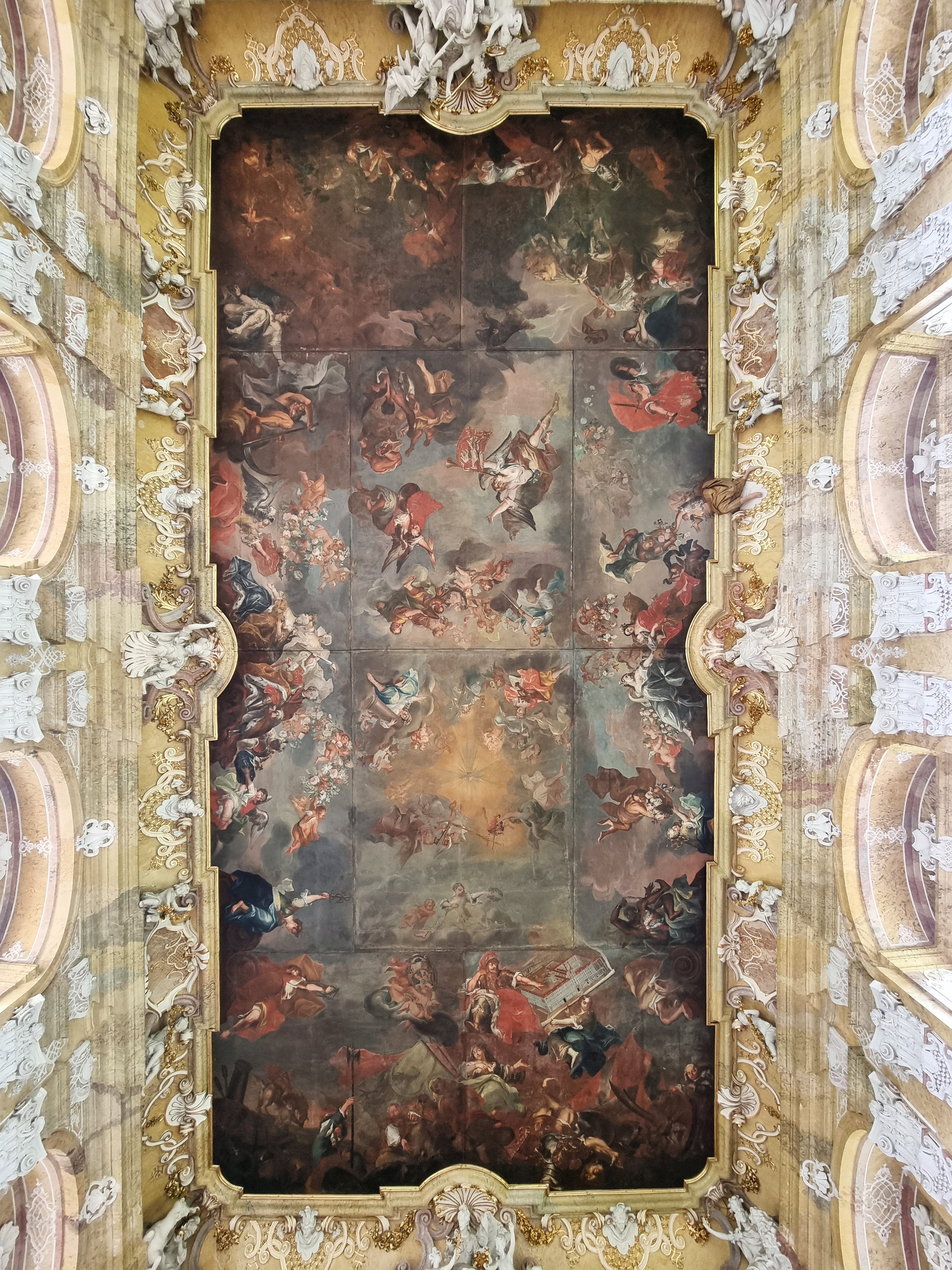
Bentumův nástropní obraz (28m x 14m) v Knížecím sále kláštera v Lubuši

Bývá někdy označován jako „pictor Hollandicus“ nebo „Hollmandicus“, ale v Nizozemí se o jeho působení zprávy nedochovaly. Své obrazy obvykle podepisoval „P. C. de Bentum“. Namaloval četné olejomalby velkého formátu, zpravidla portréty českých a slezských šlechticů nebo habsburských panovníků. Fresky se vyznačují stylem šerosvitu (tenebrismu).
Byl synem nizozemského malíře Justuse van Bentuma (1670–1727), který kromě vlastní tvorby vedl obchod se starožitnostmi v pruském Königsbergu. Filip Kristián odtamtud odešel do Prahy, kde je doložen kolem roku 1712. Vstoupil do učení k Petru Brandlovi, s nímž maloval od roku 1713 na západočeském zámku ve Žluticích portréty členů rodiny Kokořovců z Kokořova. První jím signovaný obraz z roku 1715 je portrétem hraběnky Eleonory Kokořovcové z Kokořova; odborná literatura předpokládá, že se na něm podílel Petr Brandl.
V roce 1716 Bentum již byl zapsán jako mistr v pražském staroměstském malířském cechu; pracoval tedy samostatně. Od roku 1715 Brandl a Bentum společně malovali oltářní obrazy v zámeckém kostele v Manětíně. Předpokládá se, že Bentumovým trvalým bydlištěm byla Praha, kde je doložen například 11. května 1729 jako svědek na svatbě v malostranském kostele sv. Tomáše.
Pobýval také nějaký čas ve Vídni a později prý podnikl studijní cestu do Itálie, která ho zavedla i do Říma. Kdy přesně se vrátil do Čech, není známo. V letech 1725 až 1731 působil jako portrétista českých šlechtických rodin Lažanských z Bukové v Manětíně, Kolowratů v Rychnově nad Kněžnou a Černínů na zámku Petrohrad v západních Čechách.
Bentum pravděpodobně v letech 1731–1732 odešel z Prahy do Slezska, kde jeho mistr Brandl v této době také prováděl zakázky pro klášter v Křešově. Kolem roku 1734 se Bentum usadil ve Vratislavi, kde vedl svůj ateliér téměř dvacet let. Oženil se s jistou Markétou a v roce 1735 se jim narodila dcera Anna Terezie. Záznam o křtu z 2. března jej označuje jako "zdejšího malíře". Kmotrami křtu byly Terezie hraběnka Schaffgotschová, manželka hejtmana Slezska Friederike Pruskovská z Pruskova a hrabě Kolowrat. Vzhledem k vysoce postaveným šlechticům vratislavské společnosti lze předpokládat, že Bentum již v této době dosáhl v novém působišti významné pověsti.
Ve svém slezském tvůrčím období vytvořil Bentum vedle portrétů rozsáhlé cykly obrazů a oltářních obrazů pro kláštery a kostely. V roce 1735 na zakázku rodiny Strachwitzů namaloval čtyři portréty Habsburků, císaře Karla VI., jeho manželky Alžběty Kristýny a jejich dcer, arcivévodkyň Marie Terezie a Marie Anny. Od roku 1734 do roku 1745 pracoval pro cisterciáky v Lubuši, kde bylo tehdy zaměstnáno několik známých umělců (malíř Felix Anton Scheffler, sochař Franz Joseph Mangoldt a štukatér Ignaz Albrecht Provisore). Na objednávku tamního opata Konstantina Beyera namaloval v letech 1734 až 1738 nástropní malby v knížecím sále prelatury, oslavující vítěznou katolickou víru, a také Habsburky oslavující dynastii Piastovců. Sál knihovny je rovněž vyzdoben Bentumovými malbami. V roce 1745 daroval Lubušskému klášteru z vděčnosti za dosavadní zakázky oltářní obraz Umučení sv. Valentina do tamního farního kostela sv. Valentina a do jeho Nepomucenské kaple nedochované obrazy Mučednická smrt sv. Jana Nepomuckého a Zpověď české královny. Také návrh interiéru této kaple vytvořil sochař Franz J. Mangoldt bezplatně.
V letech 1746–1747 Bentum působil ve Vratislavi, kde pro premonstrátský kostel sv. Vincenta namaloval 15 velkých olejomaleb s výjevy ze života sv. Vincence, které byly zničeny na konci 19. století. V letech 1747–1748 a znovu roku 1754 pracoval pro klášter cisterciaček v Třebnici, namaloval tam hlavní oltářní obraz Nanebevzetí Panny Marie, Smrt sv. Hedviky, svatou abatyši Gertrudu a sv. Benedikta.
Kolem roku 1750 namaloval pro vratislavskou katedrálu oltářní obrazy sv. Máří Magdalény, sv. Petra a hlavu svatého Jana Křtitele na míse (všechny byly ztraceny po roce 1945). Není známo, kdy přesně Vratislav opustil. Ve svatební smlouvě jeho druhorozené dcery Sofie Johanny, která se 21. dubna 1755 v kostele sv. Vincence ve Vratislavi provdala za krejčího Nikolause Hanna, je otec nevěsty zapsán jako „Urozený umělec, pan Philippi Benthum, malíř v Drážďanech“. Z Drážďan nejsou známa žádná jeho díla. Z toho se usuzuje, že tam neměl úspěch ani zakázky a brzy se vrátil do Prahy. Zde v roce 1757 nebo krátce poté zemřel. Dřívější hypotéza o úmrtí ve Slezsku byla novějším výzkumem popřena. V této souvislosti se uvádí, že v rodinném archivu Černínů na zámku Jindřichově Hradci byl nalezen přípis ze dne 6. března 1757, který uvádí, že z Manětína byl do Prahy pro malíře Bentuma (Venduma) vyslán posel. V Manětíně pak namaloval pravděpodobně svůj poslední obraz: Je to portrét jeho patronky Marie Gabriely Lažanské z Bukové.

## Dochované dílo (výběr)
- Portréty Eleonory Kokořovské (1715) a Petra Kokořovského z Kokořova (1720), Oblastní galerie v Liberci
- Portrét hraběte Václava Josefa Lažanského z Bukové se syny (1725) a další portréty; portrét hraběnky Marie Gabriely Lažanské z Bukové v pozdějším věku (1757), zámek Manětín
- Portréty Tomáše Zachea Černína z Chudenic a jeho manželky Zuzana Renaty z Martinic; portrét Humprechta Jana Černína z Chudenic, zámek Jindřichův Hradec (kolem 1730)
- Portréty ze zámku Krásný Dvůr
- Portréty císaře Karla VI., císařovny Marie Kristýny a jejich dcer, arcivévodkyně Marie Terezie (budoucí císařovny) a Marie Anny, Muzeum Ratiboř ve Slezsku (1735)
- Protějškové portréty Jana Norberta Liebsteinského z Kolowrat a jeho manželky Anny Josefy, zámecká obrazárna v Rychnově nad Kněžnou (kolem 1731)
- Freska na stropě knihovny a nástropní obraz Vévodského(Knížecího) sálu kláštera cisterciáků v Lubuši, Polsko (1737 a 1734–1738)
- Oltářní obraz na hlavním oltáři klášterní baziliky v Třebnici, Polsko (1747–1748)
- Oltářní obraz Sen sv. Martina v kostele sv. Martina v Sicinech, Polsko, (kolen 1740)
- Oltářní obraz sv. Petra a Pavla na hlavním oltáři v kostele sv. Petra a Pavla křižovníků s červeným srdcem v Nise, Polsko (1735)